# Voldemārs Zāmuels
Voldemārs Zāmuels (ur. 22 maja 1872, zm. 16 stycznia 1948) – łotewski prawnik, działacz społeczny i polityk centrowy, sędzia Sądu Najwyższego, minister sprawiedliwości i premier Republiki Łotwy w 1924 roku.
Studiował prawo na Uniwersytecie w Dorpacie. Od jesieni 1917 do jesieni 1918 roku kierował działalnością Łotewskiej Rady Narodowej.
Po ogłoszeniu przez Łotwę niepodległości był sędzią Sądu Najwyższego (od listopada do grudnia 1918). We wrześniu 1919 roku został naczelnym prokuratorem Sądu Najwyższego.
W kwietniu 1920 roku wybrano go posłem do konstytuanty ("Satversmes sapulce") z listy łotewskich centrystów ("Demokrātiskā Centra Partija", DCP). W gabinecie Zigfrīdsa Meierovicsa kierował resortem rolnictwa (czerwiec 1921-lipiec 1922).
27 stycznia 1924 powołany na premiera Łotwy – był pierwszym w historii państwa szefem rządu, który nie wywodził się ze stronnictwa chłopskiego ("Latvijas Zemnieku Savienība"). Przez pierwsze trzy miesiące 1924 roku sprawował również funkcję ministra sprawiedliwości. Jego następcą w roli premiera został Hugo Celmiņš.
W 1927 roku wziął udział w wyborach prezydenckich jako jeden z czterech przeciwników swojego kolegi partyjnego Gustavsa Zemgalsa.
Podczas II wojny światowej na emigracji w Niemczech.